# 动漫火车集团
 动漫火车集团曾经是一个独立于资讯港运营的公司，它的总部设在香港九龙的观塘。 
在动漫火车成为意馬国际的一部分前，蘇思偉是动漫火车的老板。在他出售动漫火车的股份之前，他是该公司的首席行政官，后来他成为意馬的执行理事。
动漫火车持有中国著名动画喜羊羊与灰太狼的版权， 在2011年，该公司与原创动力与迪士尼公司达成协议在这一年，意马国际宣布花费10.5亿港元， ，约合1.3亿美元收购动漫火车。意馬将动漫火车的股份包含在旗下子公司“资讯港”之中。